# لیگ قهرمانان فوتبال زنان آسیا
لیگ قهرمانان فوتبال زنان آسیا یا لیگ قهرمانان زنان ای‌اف‌سی (به انگلیسی: AFC Women's Champions League) بالاترین لیگ باشگاهی فوتبال زنان در آسیا است. این لیگ تنها شامل باشگاه‌های برتر کشورهای وابسته به کنفدراسیون فوتبال آسیا (AFC) است. این لیگ در سال ۲۰۲۴ بنیان‌گذاری گردید و جایگزین جام باشگاه‌های زنان آسیا شد که برای ۶ سال از سال ۲۰۱۹ تا ۲۰۲۴ برگزار می‌شد.
افزون بر پیشکش‌های مالی به تیم‌های شرکت‌کننده برای پیش‌روی در هر مرحله، به قهرمان لیگ یک میلیون دلار و به تیم دوم نیز پانصد هزار دلار داده می‌شود. این جایزه‌ها، به دلیل عقب‌ماندگی فوتبال زنان در آسیا از لیگ مردان بسیار پایین‌تر است.

## پیشینه
در ۲۳ دسامبر ۲۰۲۲، آگاهی‌رسانی گردید که ساختار لیگ‌های باشگاهی آسیا بر پایه فرمت‌های تعیین‌شده، دچار دگرگونی خواهد شد. بر پایهٔ برنامه‌های تازه، رقابت‌های نوین در چهار سطح لیگ نخبگان آسیا، لیگ قهرمانان آسیا ۲، چلنج لیگ آسیا و لیگ قهرمانان زنان آسیا رده‌بندی شد که لیگ قهرمانان زنان آسیا با حضور ۱۲ تیم برگزار می‌شود.

## فصل‌ها و قهرمانان
- ۲۰۲۴: در حال برگزاری